# Willen Dageago
Willen Dirk Dageago (ur. 28 lipca 1983) – nauruański sztangista startujący w kategorii do 56 kilogramów; medalista Mistrzostw Australii i Oceanii oraz Mistrz Oceanii.

## Kariera
W 1999 r. w Atenach, Dageago wystartował w mistrzostwach świata. W rwaniu pierwszą próbę na 82,5 kg miał udaną, drugą na 87,5 kg miał nieudaną, a ostatnią na 87,5 kg zaliczył. Rwanie zakończył na przedostatnim 31. miejscu (trzech zawodników nie ukończyło rwania). W podrzucie zaliczył wszystkie trzy próby na 105 kg, 110 kg i 112,5 kg. W podrzucie również zajął przedostatnie, ale 32. miejsce. W dwuboju uzyskał wynik 200 kg i sklasyfikowany został na 30. miejscu. Z zawodników sklasyfikowanych, wyprzedził tylko Willema Phillipsa z RPA. Dageago był jednak najlżejszy i najmłodszy ze wszystkich zawodników biorących udział w konkursie.
W następnym roku zwyciężył w mistrzostwach Oceanii z wynikiem 210 kg w dwuboju (90 kg w rwaniu, 120 kg w podrzucie). Co prawda w zawodach tych przegrał z Christopherem Burdenem, jednak zawodnik ten pochodził z Australii; Australijczyk zdobył złoto mistrzostw Australii i Oceanii, a Dageago srebro mistrzostw Australii i Oceanii. Jednak tylko w klasyfikacji sztangistów z Oceanii, zwyciężył Dageago.
W 2001 roku, Dageago wystartował w juniorskich mistrzostwach świata rozgrywanych w Pradze. W rwaniu zaliczył pierwszą próbę na 90 kg i trzecią na 95 kg, drugą na 95 kg spalił. W podrzucie, podobnie jak w rwaniu, zaliczył pierwszą i trzecią próbę (115 kg i 120 kg), a drugą spalił (120 kg). W rwaniu zajął 12. miejsce, a w podrzucie 13. pozycję. W dwuboju, zajął 12. miejsce wśród 16 zawodników sklasyfikowanych (wynik w dwuboju – 215 kg). 
Dageago był posiadaczem rekordów juniorów młodszych Wspólnoty Narodów i Australii i Oceanii w rwaniu i dwuboju (odpowiednio: 95 i 217 kg). W 2012 roku posiadał jeszcze rekord w podrzucie, wynoszący 127 kg.
Nauruańczyk był również rekordzistą Australii i Oceanii juniorów w rwaniu, podrzucie i dwuboju (97,5 kg, 130 kg i 227,5 kg).